# Laika da Yakutia
Laika da Iacútia (em russo:  Якутская лайка) ou Laika da Yakutia, é uma raça de cão de trabalho que se originou na beira-mar do Ártico, em Sakha (Yakutia). O principal habitat são os estuários de Kolyma, Indigirka, Yana e Lena. Em termos de funcionalidade, os Laikas da Iacútia podem servir como pastor de renas (olenegonka), cão de caça, e cão de trenó. É uma das várias raças Laika.

## História
Yakutian Laikas foram desenvolvidos em tempos antigos por nativos Iacutos envolvidos com a caça de mamíferos e aves; os cães eram indispensáveis assistentes. Eles provaram ser valioso e tornaram-se companheiros para os Iacutos. Na Língua iacuta, esta raça é conhecida como "a Sakha yta", que significa "cão Yakut ".
Em 2019 a raça foi reconhecida provisoriamente pela FCI, onde deve permanecer por 10 anos antes de receber o reconhecimento definitivo.